# 戸婚律
戸婚律（ここんりつ）は律の編目の1つ。家の秩序、中でも戸口の扱いや婚姻に関する刑罰を規定している。

## 概要
戸主権・婚姻・相続などを規定している。

### 中国
唐の開元25年（737年）の開元律令では46条からなり、敦煌文献より永徽年間（650年 - 655年）の律の断簡も発見されている。

### 日本
養老律のものは現存せず、逸文のみが令集解、令義解、穴記、古記、跡記、令釋ほか諸書によって伝えられている。これらによって戸婚律を復原する試みが行われている。